# Thomas Martin Lindsay
Thomas Martin Lindsay (1843–1914) est un historien écossais, professeur et directeur du Free Church College de Glasgow. Il écrit principalement sur l'histoire de l'Église, ses œuvres majeures sont Luther and the German Reformation (1900) et A History of the Reformation (1906-1907).

## Biographie
Il est né le 18 octobre 1843 à Lesmahagow dans le Lanarkshire, fils aîné du révérend Alexander Lindsay et de son épouse, Susan Irvine Martin. Il fait ses études à Lesmahagow.
Lindsay étudié la théologie à l'Université de Glasgow puis à l'Université d'Édimbourg. En 1869, il devient ministre de l'Église libre d'Écosse et, en 1872, est nommé professeur d'histoire de l'Église au Free Church College de Glasgow. Il vit alors à « Thornliebank » sur Ann Street dans le quartier de Hillhead lorsqu'il épouse Anna Dunlop. Anna Lindsay vient d'être étudiante à Édimbourg.
Lindsay prend le poste de directeur du Collège en 1902. Il est membre fondateur de l' Association de Glasgow et de l'ouest de l'Écosse pour le suffrage des femmes.
Lindsay soutient sans succès William Robertson Smith dans un procès pour hérésie entre 1877 et 1881, ce qui entraîne la perte de son poste à Smith au Aberdeen Free Church College. Il décède à Glasgow le 6 décembre 1912.

## Publications
- The Critical Movement in the Free Church of Scotland (1879)
- The Reformation(1882)
- Luther and the German Reformation (1900)
- The Church and the Ministry in the Early Centuries (1902)
- The New Testament (1906)
- A History of the Reformation (deux volumes, 1906-1907)
- An Oxford Bookseller in 1520 (1907)
- Englishmen and the Classical Renaissance (1909)

Il contribue à l'Encyclopædia Britannica et à la Cambridge Modern History.

## Famille
Lindsay épouse Anna Dunlop. L'Association de Glasgow pour l'enseignement supérieur des femmes est créée à la suggestion de Mme Jean Campbell en 1868. Anna Lindsay est l’une de ses fondatrices. Ils sont les parents d'Alexander Lindsay, 1er baron Lindsay de Birker, professeur de philosophie morale à l'Université de Glasgow, maître du Balliol College et vice-chancelier de l'Université d'Oxford.